# Turdus confinis
Turdus confinis, "sanlucastrast", är en fågelart i familjen trastar inom ordningen tättingar.

## Utbredning och systematik
Fågeln förekommer i bergstrakter i södra Baja California (Sierra de la Laguna). Den betraktas oftast som underart till vandringstrast (Turdus migratorius), men urskiljs sedan 2016 som egen art av Birdlife International och Handbook of Birds of the World.

## Status
Den kategoriseras av IUCN som livskraftig.